# Ice Breaker
Ice Breaker in SeaWorld Orlando (Orlando, Florida, USA) ist eine Stahlachterbahn vom Modell Sky Rocket des Herstellers Premier Rides, die am 18. Februar 2022 eröffnet wurde.
Die 579,1 m lange Strecke erreicht eine Höhe von 28,3 m und verfügt über ein maximales Gefälle von 100°. Außerdem wurden auf der Strecke ein 28,3 m hoher Jr. Scorpion Tail und ein 24,4 m hoher Outside-Top-Hat verbaut. Die Züge werden per LSM-Abschuss beschleunigt, wobei die Beschleunigungsstrecke mehrfach vorwärts und rückwärts durchfahren wird, bis die Höchstgeschwindigkeit von 83,7 km/h erreicht ist. Aufgrund des mehrfachen Durchfahrens der Beschleunigungsstrecke, ist die vom Zug während einer Fahrt tatsächlich zurückgelegte Strecke mit 838,2 m höher, als die Streckenlänge.

## Züge
Ice Breaker besitzt zwei Züge mit jeweils drei Wagen. In jedem Wagen können sechs Personen (drei Reihen à zwei Personen) Platz nehmen.